# Argyreia paivae
Argyreia paivae är en vindeväxtart som beskrevs av A.R.Simões och P.Silveira. Argyreia paivae ingår i släktet Argyreia och familjen vindeväxter. Inga underarter finns listade i Catalogue of Life.